# Veronské markrabství
Markrabství veronské (někdy též markýzát), přesněji však Marka veronská a akvilejská (latinsky Marca Veronensis et Aquileiensis), byl středověký politický útvar v rámci Svaté říše římské, zahrnující většinu severovýchodní Itálie. Markrabství vzniklo v roce 952 odnětím území italskému králi Berengarovi II. a jeho dáním v léno vévodům bavorským. Hlavní město marky byla Verona. Moc markrabat postupně slábla a na území marky vznikaly fakticky samostatné městské státy. Formálně markrabství zaniklo roku 1167 vytvořením Lombardské ligy.